# São Mateus do Sul
São Mateus do Sul é um município brasileiro do estado do Paraná. Sua população, conforme estimativas do IBGE de 2022, era de 42 366 habitantes.

## História
O povoado de São Mateus do Sul surgiu como pouso e setor de apoio às bandeiras militares lançadas pelo governador da capitania de São Paulo, Dom Luiz de Souza Botelho e Mourão, visando a conquista de Guarapuava. Foi o Tenente Bruno da Costa Filgueiras, chefe da Quarta Expedição, com 25 homens, que se destinava a Tibagi, quem primeiro pisou nas terras de São Mateus do Sul, em 1769. O primeiro assentamento humano estabelecido nessas terras foi constituído em 1877.
Posteriormente tentou-se  formar uma colônia de imigrantes espanhóis que, por não se adaptarem à região, dispersaram-se, à exceção de alguns poucos remanescentes. Em 1855, chegaram os alemães, atraídos pela notícia da existência de petróleo na região, entre eles Rudolph Wolff e Gustavo Frederico Thenius. Inicialmente, a colônia recebeu o nome de Porto Santa Maria, em homenagem à protetora das esposas e filhos dos fundadores. Mais tarde, foi denominada Maria Augusta, em honra à esposa do engenheiro-chefe José Carvalho Sobrinho, um dos administradores da nova colônia. Finalmente, recebeu o nome de São Mateus.
Em 1890, chefiados por Sebastião Edmundo Wos-Saporski, chegaram os poloneses, em número de 2000 famílias, estabelecendo-se nas colônias Iguaçu, Canoas, Cachoeira, Taquaral, Água Branca e Rio Claro (hoje município de Mallet).  No início a economia da colônia baseava-se na agricultura e no extrativismo, principalmente da madeira e erva-mate, principais riquezas da região. Com o advento da navegação a vapor no Rio Iguaçu, São Mateus transformou-se no mais importante porto e centro comercial da região e tornou-se município pela lei 763 do dia 2 de abril de 1908, sendo instalado oficialmente em 21 de setembro do mesmo ano. Em 1909 foi constituído em Termo Judiciário e, em 1912, em Cabeça de Comarca, sendo a sua sede elevada à categoria de cidade. A partir de 1943, por decreto estadual, o município passou a chamar-se São Mateus do Sul.
Com o final do ciclo da navegação do Rio Iguaçu, nos anos 1950, iniciou-se um período de estagnação econômica que atingiu toda a região sul. A retomada do crescimento ocorreu no final da década de 1960, quando a Petrobrás decidiu implantar uma usina experimental para o aproveitamento do xisto existente no município. Com a exploração industrial desse minério, São Mateus do Sul recebeu um grande impulso em seu desenvolvimento industrial. O município conta hoje com mais de 40 mil habitantes, a maioria descendente dos imigrantes poloneses do século XIX, sendo um dos 40 municípios mais populosos do estado.
Em novembro de 2021 foi co-oficializada a língua polonesa no município. No mesmo ano a cidade ganhou o título de "capital polonesa do Paraná".

## Geografia

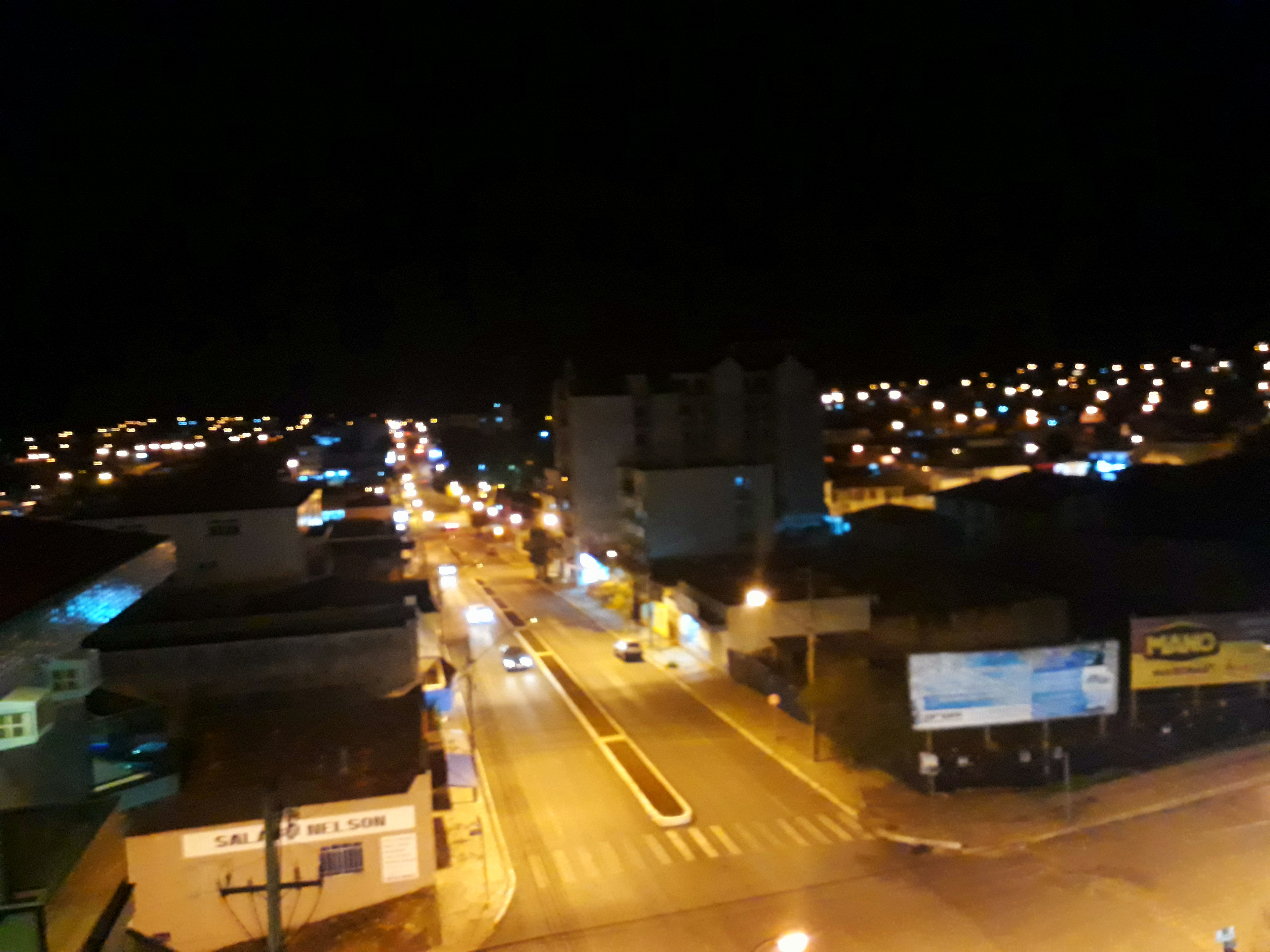
Vista noturna da cidade, em 2017.

São Mateus do Sul  tem uma área de 1.341,714 km², tendo sua população estimada em mais de 40 mil habitantes. Estima-se que a maioria, cerca de 58% vivem na sede urbana e 42% na área rural, distribuídos em cerca de 5 mil pequenas propriedades. De acordo com o Tribunal Regional Eleitoral, o município possuiu mais de 29 mil eleitores.
São Mateus do Sul faz limites com as cidades de Antonio Olinto, São João do Triunfo, Mallet, Paulo Frontin, Rebouças e Rio Azul, no estado do Paraná; e com Canoinhas e Três Barras, no estado de Santa Catarina.
A água é abundante no município, cortado pelos rios Iguaçu e Potinga, e banhado ao sul pelo Negro, na fronteira com Santa Catarina. O clima do município é descrito como subtropical úmido mesotérmico, tendo seus verões frescos, invernos com ocorrência de geadas severas e frequentes.
A área do município é coberta ainda em mais de 50%, por vegetação original da mata atlântica. A sede do município está a uma distância de 150 km de Curitiba, 120 km de Ponta Grossa, 90 km de União da Vitória e 240 km do Porto de Paranaguá.

## Economia
Situado ao sul do estado, distante 140 quilômetros da capital Curitiba, o município de São Mateus do Sul destaca-se na área industrial, pela usina de xisto da Petrobrás, uma inesgotável fonte de insumos energéticos e matérias primas (óleo, nafta, gás industrial e enxofre) para os mais diversos setores da indústria e pela produção de revestimentos cerâmicos de alta qualidade, produzidos pela Incepa.
O município conta hoje com cerca de 100 indústrias nos mais diversos ramos. A indústria ervateira é outra atividade de destaque, demonstrando o interesse do mercado na erva-mate (utilizada principalmente para chás e chimarrão) do município, que é considerado um dos maiores produtores brasileiros, com 50% de sua área de florestas e ervais nativos ainda preservados. As empresas de maior destaque são: Baldo S/A, Vier, Elizabeth, Maracanã, São Mateus e Rei Verde. São Mateus do Sul é o município com o maior volume de erva-mate extrativa, concentrando 17,8% do total nacional. A produção no município atingiu aproximadamente 70 mil toneladas de erva-mate e gerou um valor de 100,5 milhões de reais em 2017. Só a produção concentrada no município de São Mateus do Sul supera toda a produção do Rio Grande do Sul e de Santa Catarina. A erva-mate cultivada na região de São Mateus do Sul possui reconhecimento de indicação de procedência, com critérios de qualidade específicos, que levam em consideração a genética, o cultivo, a produção e todo o processamento.
A produção agropecuária também tem uma importante participação na economia do município, registrando-se 6.300 propriedades no território municipal que é de 1340 km2. A produção agropecuária do Município ocupa o 23º lugar no ranking estadual, segundo dados da Secretaria da Agricultura e do Abastecimento do Paraná (SEAB). Destacam-se como principais produtos: batata, milho, feijão, erva-mate, soja e fumo. Suínos, bovinos e aves e seus derivados também apresentam crescimento.
São Mateus do Sul destaca-se pela forte contribuição à arrecadação do Imposto sobre Circulação de Mercadorias e Serviços (ICMS) estadual ocupando a 19ª posição entre os 399 municípios, tendo atualmente a atividade econômica dividida em 40% relativos à agricultura e serviços e 60% relativos à indústria.
A vocação turística deriva das raízes culturais na imigração europeia de predominância polonesa, da memória do ciclo da navegação fluvial, da existência de rios e lagos e, nos seguimentos executivo e técnico, dos negócios e tecnologias ligados ao xisto. O município é detentor de Selo Turístico conferido pela EMBRATUR.

## Demografia
Dados do Censo 2010: População total: 41 257 habitantes (IBGE/2010)
Índice de Desenvolvimento Humano (IDH-M): 0,766.
- IDH-M Renda: 0,696
- IDH-M Longevidade: 0,731
- IDH-M Educação: 0,871

## Administração
- Prefeito: Fernanda Sardanha (2021/2028)
- Vice-prefeito: ?
- Presidente da Câmara: ?

## Transporte
O município de São Mateus do Sul é servido pelas seguintes rodovias:
- BR-476, que liga Curitiba a Porto União (BR-153)
- PR-364, que liga a cidade ao município de Irati
- PR-281, que liga a cidade ao município de Mallet
- PR-151, que liga a Palmeira e a Três Barras (Santa Catarina)

## Esporte
No passado a cidade de São Mateus do Sul teve um representante no Campeonato Paranaense de Futebol, o Clube Atlético Sãomateuense, Associação Desportiva Independente, Clube Vila Prohmann.
Atualmente o Samas Sport Club é o único clube profissional de futebol da cidade, disputando a 3ª Divisão do Campeonato Paranaense de Futebol em 2025.

## Feriados municipais
A Lei Municipal nº. 398/67, de 12 de setembro de 1.967 define os feriados municipais:
- 15 de agosto – Padroeira do Município
- 21 de setembro – Aniversário do Município